# Union des sociaux-démocrates
Union des sociaux-démocrates (USD ; russe : Союз социал-демократов; ССД ; Soyuz sotsial-demokratov, SSD) était une organisation non gouvernementale russe fondée le 20 octobre 2007 par l'ancien dirigeant soviétique Mikhaïl Gorbatchev.
Le parti avait ses racines dans l'ancien Parti social-démocrate de Russie, qui avait perdu son statut officiel en avril 2007 en raison de la faible adhésion au parti.
L'Union des sociaux-démocrates ne participe pas aux élections générales de 2007, afin de se concentrer sur son principal objectif : devenir un parti politique important d'ici 2011.
En septembre 2008, Gorbatchev annonce la formation du Parti démocratique indépendant de Russie, qui ne verra finalement pas le jour.